# 柏原テレビ中継局
柏原テレビ中継局（かしわらテレビちゅうけいきょく）は、大阪府柏原市に置かれているテレビ中継局である。

## 中継局概要

### デジタルテレビ放送
| リモコン 番号 | 放送局名           | チャンネル 番号 | 空中線 電力 | ERP  | 偏波面   | 放送対象 地域 | 放送区域 内世帯数 | 運用開始日    |
| ------------- | ------------------ | --------------- | ----------- | ---- | -------- | ------------- | ----------------- | ------------- |
| 1             | NHK 大阪総合       | 24              | 1W          | 7.1W | 水平偏波 | 大阪府        | 約29,000世帯      | 2009年 3月1日 |
| 2             | NHK 大阪教育       | 13              | 1W          | 7.1W | 水平偏波 | 全国          | 約29,000世帯      | 2009年 3月1日 |
| 4             | MBS 毎日放送       | 16              | 1W          | 8.1W | 水平偏波 | 近畿広域圏    | 約29,000世帯      | 2009年 3月1日 |
| 6             | ABC 朝日放送テレビ | 15              | 1W          | 8.1W | 水平偏波 | 近畿広域圏    | 約29,000世帯      | 2009年 3月1日 |
| 7             | TVO テレビ大阪     | 18              | 1W          | 8.1W | 水平偏波 | 大阪府        | 約29,000世帯      | 2009年 3月1日 |
| 8             | KTV 関西テレビ放送 | 17              | 1W          | 8.1W | 水平偏波 | 近畿広域圏    | 約29,000世帯      | 2009年 3月1日 |
| 10            | ytv 讀賣テレビ放送 | 14              | 1W          | 8.1W | 水平偏波 | 近畿広域圏    | 約29,000世帯      | 2009年 3月1日 |

- 所在地： 柏原市玉手町[2]（玉手山公園）
- 放送区域： 柏原市、八尾市、藤井寺市の各一部[2]
- 2009年2月12日に予備免許が交付され[2]、2月16日に試験放送を開始。3月1日に本放送を開始した[1]。

### アナログテレビ放送
| チャンネル 番号 | 放送局名           | 空中線 電力       | ERP              | 偏波面   | 放送対象 地域 | 放送区域 内世帯数 | 運用開始日     |
| --------------- | ------------------ | ----------------- | ---------------- | -------- | ------------- | ----------------- | -------------- |
| 50              | NHK 大阪教育       | 映像10W/ 音声2.5W | 映像68W/ 音声17W | 水平偏波 | 全国          | -                 | 1971年 4月1日  |
| 52              | NHK 大阪総合       | 映像10W/ 音声2.5W | 映像68W/ 音声17W | 水平偏波 | 大阪府        | -                 | 1971年 4月1日  |
| 54              | MBS 毎日放送       | 映像10W/ 音声2.5W | 映像56W/ 音声14W | 水平偏波 | 近畿広域圏    | -                 | 1971年 5月21日 |
| 56              | ABC 朝日放送       | 映像10W/ 音声2.5W | 映像56W/ 音声14W | 水平偏波 | 近畿広域圏    | -                 | 1971年 5月21日 |
| 58              | KTV 関西テレビ放送 | 映像10W/ 音声2.5W | 映像56W/ 音声14W | 水平偏波 | 近畿広域圏    | -                 | 1971年 5月21日 |
| 60              | ytv 讀賣テレビ放送 | 映像10W/ 音声2.5W | 映像56W/ 音声14W | 水平偏波 | 近畿広域圏    | -                 | 1971年 5月21日 |
| 62              | TVO テレビ大阪     | 映像10W/ 音声2.5W | 映像56W/ 音声14W | 水平偏波 | 大阪府        | -                 | 1983年 3月1日  |

- 所在地： デジタルテレビ放送に同じ
- テレビ大阪は1982年3月1日の開局以来、当中継局が初めて設置した中継局である[5]。
- 2011年7月24日をもってすべて廃止された。